# 通桥
40°48′55.33″N 114°52′40.45″E / 40.8153694°N 114.8779028°E

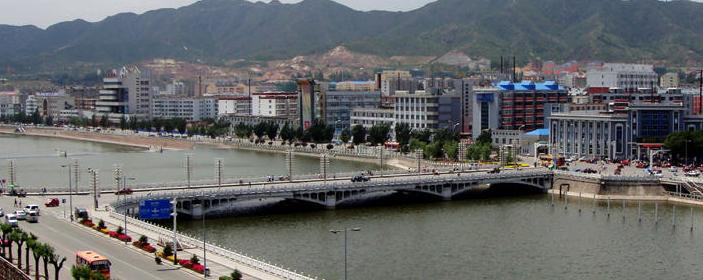
2009年时的通桥。

通桥是一座位于中华人民共和国河北省张家口市市内跨越清水河的桥梁。该桥呈东西走向，连接位于河流西侧的桥西大街和位于河流东侧的宣化路。

## 概况
通桥长132米，宽24米，其中车行道18米，双向六车道，两侧人行道各宽3米，共有四跨。东侧连接宣化路，并与滨河路十字平交；西侧连接桥西大街，并与清水河路十字平交。桥梁上游西岸为张家口市文化广场。

## 历史

### 普渡桥

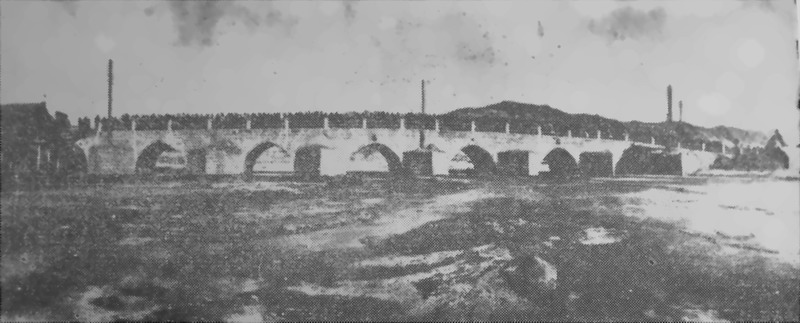
20世纪初的普渡桥。

通桥始建于明朝万历二十八年（公元1600年），初名普渡桥，当时的张家口堡位于清水河西岸，而普渡桥即建在张家口堡的东南侧。根据史料记载，普渡桥由当时镇守张家口堡的总都督梁秀、本地乡民刘宇、郝时瑁等人组织捐建。
普渡桥全长二十五丈（约83米）、宽二丈二尺（约7米）、高一丈八尺（约5米），为七孔石砌拱桥。
明朝时，胡守让采写了《普渡桥建桥记》。
清朝顺治年间（公元1644年至1661年），普渡桥前后重修四次。其中，建桥乡民刘宇的曾孙，天津都阃刘其源捐修两次，张家口堡堡民、商贾捐修一次，时任知县李三光倡议下翻修一次。经过四次重修，普渡桥长度扩建到五十丈（约172米），并增加了两侧的防护石栏和两岸石坝。
嘉庆十四年（公元1809年），清水河洪水泛滥，冲毁了普渡桥西侧的第一跨石拱和西岸的防护石坝，时任知县孟封组织重修。
道光元年（公元1821年），时任知县包棻再次下令重修桥梁，由山西人王攀瑛负责相关事宜，本地乡绅杨济为工程捐刻了碑文。
同治二年（公元1863年），清水河再次洪水泛滥，“桥西神宇碑亭庐舍，汤然一空，桥东石坝冲没，桥尾断绝，且冲毁坝地数十百丈，栏杆表柱碑碣，无一存者。”时任知县陈搢组织重修，本地乡民商贾纷纷捐资，举人杨梦熊为此记下相关碑文。
光绪九年（公元1883年），张家口地区连续阴雨，清水河上游山洪泛滥，倾泻而下，冲毁普渡桥石栏，后导致桥梁倾圯。时任知县尹开先在洪水过后再次组织乡民进行桥梁重建。
1919年，本地乡绅张受恩、李景再次对普渡桥进行了翻修加固。
1924年7月14日夜，清水河上游山区再次洪水泛滥，冲毁了普渡桥东西两端桥身，并将东岸石坝冲毁，洪水涌入东岸地区，街市一片汪洋，房屋倒塌，造成大量人员伤亡。灾后统计数据显示，共倒塌房屋一万多间，失踪死亡两、三千人，街市淤泥厚达数尺。

### 通桥

1926-1997年的通桥，图片摄于20世纪90年代初。

1925年，时任察哈尔都统张之江请示时任西北五省边防督办冯玉祥，计划在普渡桥的南侧修建新桥，取名为通桥。
当年9月7日的《民国日报》刊登了张家口市政七项工程，其中第二项为：“改建通桥防桥东及全市之水患。”
新建的通桥位于原普渡桥南侧，为六跨下承式钢架桥，其中，由东侧起的前四孔为钢架桥，第五和第六孔为石拱桥，设计泄洪量为150立方米/秒。通桥的建设工作由时任察哈尔市政厅技政工程师赵世忠负责。政府为此工程拨款5万两银元。工程施工经协商由平绥铁路局负责，并承担资金不足部分的补足。新建通桥于1926年竣工，随后将原有普渡桥拆除，为保护历史古迹，将历次修桥碑碣迁往市内上堡公园内。
新建桥梁为平面双道铁桥，路面以木板铺成，桥梁两端为石砌道路连接上岸，双向两条车道，避免了桥上交通的混乱。
1945年8月，日本侵略军在撤离张家口前，引爆炸药，企图炸毁通桥，但仅对桥身有轻微损坏，均被修复，并改为沥青路面。

### 清河桥

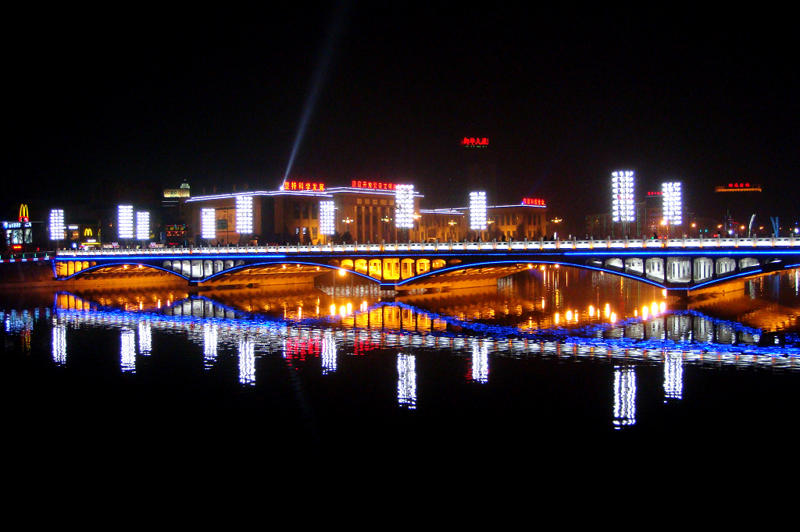
入夜后的通桥及远处的张家口市文化广场，摄于2009年11月

通桥自1926年竣工后又名清河桥，名字来源于该桥上跨的河流名称（清水河）。张之江以隶书题写桥名，并以铜制名牌立于桥的东西两端，后于文化大革命时期丢失，去向不明。  
该桥一直延续使用至1997年夏季。
1997年，张北县与尚义县境内发生地震，国家领导人来到张家口视察，鼓励张家口发展。是年，市政府下令拆除通桥，在原址扩建一座新的桥梁。当年10月1日，在原通桥桥址处，新桥建设工程完工。新建桥梁取名为清河桥，是在拆除原通桥的钢架结构后，利用原有桥墩加以改造建成的砼墩台下承式桥梁。新桥共四跨，是在原通桥的六跨基础之上，填塞西侧两跨石拱桥，利用东侧四跨桥墩经加宽改造建设而成的。

### 复名通桥
2009年9月10日，张家口市地名委员会发布了《关于发布清水河洋河跨河大桥标准名称的公告》，对本市内跨越清水河、洋河的跨河大桥标准名称向社会公告。在公告中，将该桥长期使用的通桥、清河桥、清河大桥等名称统一规范为通桥。

### 拆除重建

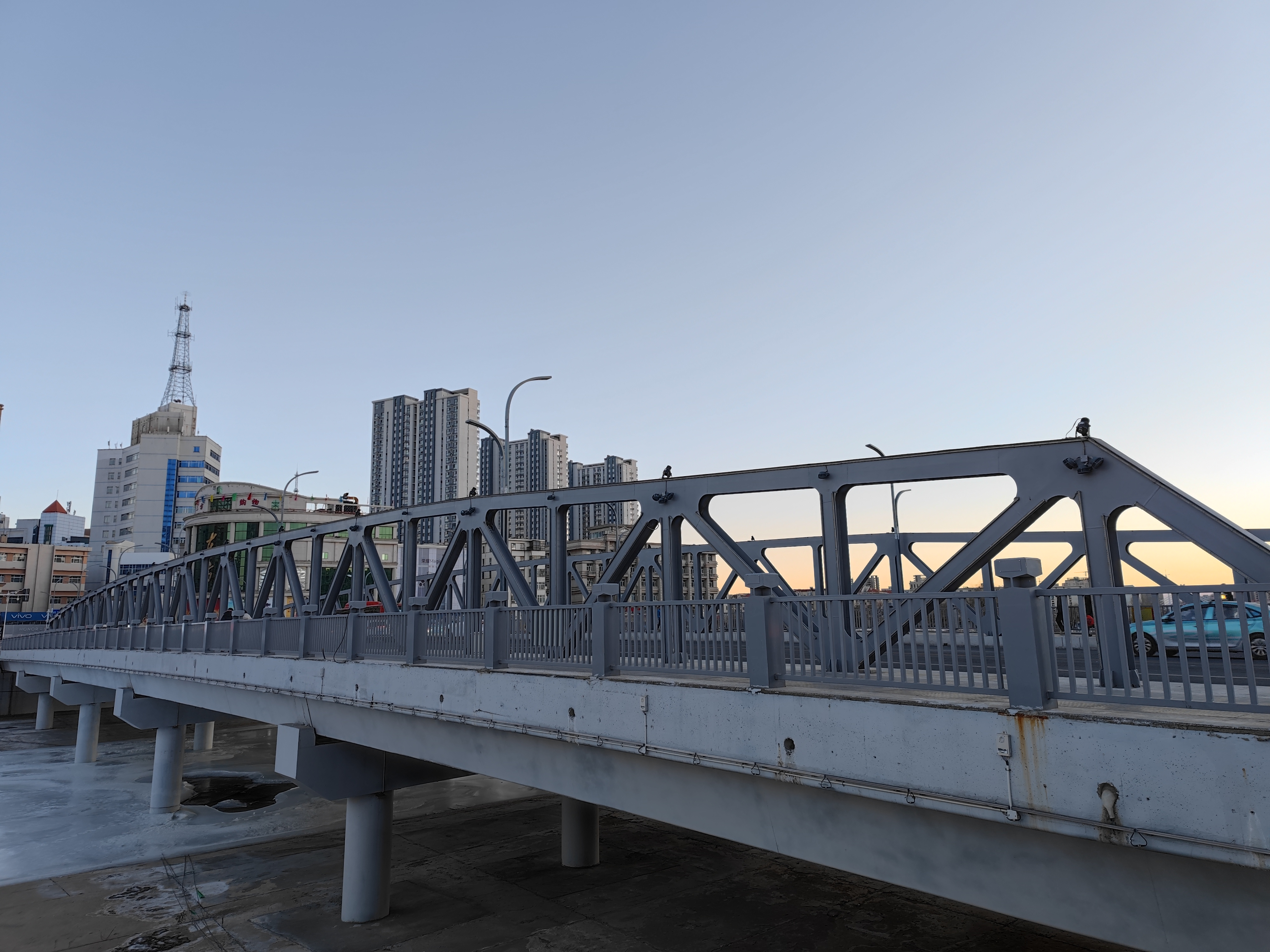
2023年重修后的通桥

2021年，通桥经评估认定存在安全隐患，予以拆除重建，并在旁边搭建临时便桥供行人使用。2023年1月11日，重建工程完工通车。